# اسفندیار منفردزاده
اسفندیار منفردزاده (زادهٔ ۲۴ اسفند ۱۳۱۹ در تهران) موسیقی‌دان، آهنگ‌ساز و تنظیم‌کنندهٔ ایرانی است.

## سرگذشت
منفردزاده از سال ۱۳۳۵ آهنگسازی را در «رادیو ایران» آغاز کرد و تا هشت‌سال بعد ادامه داد. قبل از آن مدت کوتاهی در «رادیو نیرو هوایی» و تئاترهای لاله‌زار عود می‌زد. او هم‌زمان با تنظیم اپرای تخت جمشید (۱۳۴۶) و فتح بابل (۱۳۴۷) آهنگ فیلم‌های هنگامه (۱۳۴۷) و جهنم سفید (۱۳۴۷) هر دو به کارگردانی ساموئل خاچیکیان، را ساخت. آهنگ دو ترانه برای صدای کورس سرهنگ‌زاده در فیلم حسن کچل (علی حاتمی، ۱۳۴۹) نیز از ساخته‌های اوست. دوران همکاری وی با مسعود کیمیایی و امیر نادری و بهرام بیضایی درخشان‌ترین دوران کاری وی به عنوان سازندهٔ موسیقی فیلم است. او در این دوران آهنگ‌سازی فیلم‌هایی چون عمو سیبیلو، گوزن‌ها، تنگنا، داش آکل، خداحافظ رفیق، رضا موتوری و قیصر را به عهده داشت که مشهورترین اثرش موسیقی فیلم قیصر می‌باشد. او همچنین برای موسیقی متن دو فیلم قیصر و رضا موتوری برنده جایزه از جشنواره فیلم سپاس شد. اکثر کارهای او با صدای فرهاد و گوگوش اجرا شده‌اند. منفردزاده از کودکی با مسعود کیمیایی دوست بوده است.

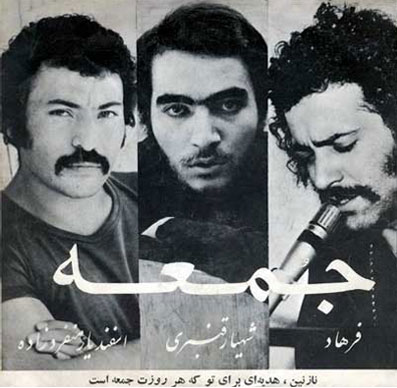
فرهاد، شهیار قنبری و اسفندیار منفردزاده روی جلد ترانه «جمعه»

او که تحصیلاتش را در رشتهٔ موسیقی در دانشکده هنرهای زیبای دانشگاه تهران نیمه‌تمام گذاشت، در دانشگاه موسیقی وین نیز نتوانست این رشته را به پایان برساند. او در سال ۱۳۴۶ در زمینهٔ اپراهای تخت‌جمشید نیز فعالیت داشت.
در سال ۱۳۴۴ نیز همراه با علی‌اکبر صدیف، رضا ناروند، پرویز اتابکی و گروهی دیگر از هنرمندان، در اجرای اپرای فتح بابل در تالار فردوسی دانشکده ادبیات دانشگاه تهران همکاری داشت.

## بهاران خجسته باد
به پیشنهاد پدرام اکبری، تصمیم به اجرای سرود بهاران خجسته باد که در بین زندانیان سیاسی معروف شده بود می‌گیرند. وظیفه ضبط این سرود به اسفندیار منفردزاده، که خود نیز در رابطه با پروندهٔ خسرو گلسرخی (و سوابق چپی) توسط ساواک دستگیر و مدتی زندانی بود، سپرده شد و از آن جا که پدرام و دوستانش هیچ ملودی مربوطی را به یاد نداشتند و تکرار ملودی آهنگ‌های معروف بود، او خود به ساختن ملودی پرداخت و به دلیل تعطیل ارکسترها و خانه‌نشین شدن نوازندگان، خود به تنهایی تمام سازها را ابتدا تک تک نواخت و بعد همه را با هم ترکیب کرد. سرانجام، هنگامی که مراسم یادبود و بزرگداشت «کرامت» و «خسرو» در حال برگزار شدن بود، نوار ضبط و آماده شده «بهاران خجسته باد» را مستقیماً از استودیو به سالن برگزاری مراسم آوردند و در آنجا برای نخستین بار این سرود پخش شد.
منفردزاده خود دربارهٔ سابقه اجرای این سرود بعدها چنین می‌گوید: «... سرود بهاران خجسته‌باد با شتاب و با سازهایی در حد اسباب بازی و با وسایل ضبط زیر متوسط - یعنی بسیار ابتدائی امروز - دز سال انقلاب و با صداهایی کاملاً غیر حرفه‌ای در منزل و نه در استودیو، ضبط شده است… اگر سرود بهاران خجسته‌باد بدون کمک امتیازات ویژه با چنین اقبالی ماندگار می‌شود، در واقع عشق و ایثار انسانی بزرگ یعنی کرامت دانشیان، نیروی پرتوان ماندگاری آن بوده است، نه موسیقی و اجرای ابتدایی آن‌هم با صدای غیرحرفه‌ای من. . .»

## ترانهٔ جمعه
در سابقه و تاریخچهٔ ترانهٔ «جمعه»، باید از فیلم «خداحافظ رفیق» ساختهٔ «امیر نادری» گفت و این واقعیت که: کنجکاوی برای شنیدن آن موسیقی و ترانهٔ متن و شعر و صدا، تنها عاملی بود که می‌توانست سینماروهای آن‌روزگار را به دیدن این فیلم جذب کند. فیلمی که از اولین فیلم‌های نامتعارف سینمای ایران بود با بازی هنرپیشه‌هایی ناشناخته و نه چندان معروف.
«شهیار قنبری» در مجموعه‌ای از ترانه‌سروده‌های او که با نام «دریا در من» منتشر شده، در پانویس این شعر می‌نویسد:
«در یک عصر جمعه، ترانهٔ جمعه را در خانهٔ اسفندیار نوشتم. روبروی سازمان سینما پیام. بلوار الیزابت دوم (نوشتم). (سپس آن را با موسیقی اسفندیار) ترانه را به امیر نادری و فیلم خداحافظ رفیق‌اش، دوستانه پیشکش کردیم. روی جلد صفحهٔ چهل و پنج دور، سه تصویر سپید و سیاه از جوانی‌ی ما (عکس از امیر نادری). پشت جلد. دستانی چروکیده. پیر. سیاه. گرسنه. پای این تصویر نوشتم: ـ نازنین، هدیه‌ای به تو که هر روزت، جمعه است. ترانهٔ آمنه، با صدای آغاسی، هم‌زمان منتشر شد. می‌گفتند: جمعه بیش از آمنه گل کرده است! جمعه، پیروزی ترانهٔ نوین بود.»
منفردزاده در همدلی‌ای که با جریان سینمای متفاوت و معترض داشت و از بابت قولی که داده بود ملودی و ریتم آهنگ و ترانه را می‌سازد اما از آنجا که خود درگیر تعهدات دیگری است که باید به موقع آماده کند از محمد اوشال از آهنگ‌سازان مطرح آن سال‌ها می‌خواهد اجرای این‌کار را تقبل کند و امیر نادری را با او آشنا می‌کند. محمد اوشال، در جواب به این درخواست همکار خود، آن را تنظیم و اجرا می‌کند. آنچه که ضبط می‌کند بیشتر با سازهای بادی اجرا شده است. روی همین ریتم و ملودی که فضا و ضرباهنگی نظامی دارد، فرهاد سرودهٔ شهیار قنبری را می‌خواند. حاصل آن هر چه هست اما به دل امیر نادری خوش نمی‌نشیند. پس با نارضائی از کار اوشال به خود اسفندیار منفردزاده بازمی‌گردد و با این انتظار که خود او کار را تمام و به قولی که داده است عمل کند. این رفت‌وآمدها با به پایان رسیدن صداگذاری و دوبلهٔ فیلم بیشتر و بی‌پولی پروژه، فشرده‌تر و سخت‌تر می‌شود. تا آن که شبی از روزی که دیگر خلق همه از این به تأخیر و تعویق افتادن‌ها تنگ شده و کار دارد به رنجیدگی خاطر و آزردگی دل می‌کشد، «منفردزاده» با قرار قبلی و با کمک «شهبال» سر راه به رستورانی که «فرهاد» شب‌ها در آنجا می‌خواند می‌رود. ساعتی به انتظار تمام شدن نوبت خواندن فرهاد می‌نشیند و ساعت سه بامداد او را به همراه «شهبال شب‌پره» یکی از اعضای گروه «بلک‌کتز» که آن زمان «فرهاد» خوانندهٔ آن گروه است، برمی‌دارد و از «رستوران کوچینی» در حوالی «بلوار الیزابت» می‌رانند تا برسند به «استودیو طنین» در خیابان «ثریا» کوچهٔ «رامسر». آن‌موقع از شب، استودیو آماده است. «گرجی» صدابردار و «محمد اوشال» با قرار قبلی آنجا هستند؛ «ناصر غواص» از جوانان علاقه‌مندی که معمولاً همان دور و برها هستند هم دم دست است. دیروقت است و چیزی به پگاه نمانده، قبل از اینکه «فرهاد» از پا در بیاید و به خواب بیفتد باید کار را تمام کرد. پس «شهبال شب‌پره» پشت درام می‌نشیند و «محمد اوشال» روی کلیدهای پیانو خم می‌شود و گیتار هم که دست خود «فرهاد» است و «اسفندیار منفردزاده» کنترباس را به‌دست می‌گیرد. «شهرام غواص» را صدا می‌زنند که بیاید و «سوت» را بزند. می‌آید. می‌زند و «فرهاد» می‌خواند. کل کار و اجرا در یک برداشت ـ بدون تکرار دوباره ـ ضبط و تمام می‌شود. ساعتی بعد که پگاه سر می‌زند، ترانهٔ «جمعه» متولد شده است. «جمعه» با صدای «فرهاد»، بی‌هیچ چشم‌داشت مادی، و صرفاً در جهت حمایت از «امیر نادری»، و فیلم «خداحافظ رفیق»، به او هدیه می‌شود. این ترانه کمی بعدتر با صدای «گوگوش» هم اجرا شد و به بازار آمد؛ ولی اجرای «جمعه» با صدای فرهاد که تلخ می‌خواند بیشتر مورد قبول افتاد و ماندگار شد. او با صدای خود، این ترانه را به یاد و خاطرهٔ نسل و زمانهٔ ما پیوند زد. هفت سال بعد از انتشار این ترانه، بار دیگر جمعه‌ای دیگر در تاریخ مبارزات مردمی ایران، رخت عزا تن می‌کند و سیاه‌پوش می‌شود. جمعه‌ای که هفدهم شهریور ماه سال پنجاه و هفت است. هنوز روزی از وقوع این کشتار نگذشته که نسخهٔ دوم ترانهٔ «جمعه» در تنظیم و اجرایی تازه، با ریتمی متفاوت و کوبنده به بازار می‌آید. «اسفندیار منفردزاده»، در اجرای صدای چکش‌واری که در شروع نمونهٔ بازخوانی شدهٔ این ترانه می‌شنویم؛ از کوبش ضربه‌های برهم دو پاره سنگ، و در ادامه از صدای «اسفندیار قره‌باغی»، خوانندهٔ سرود مشهور «ای ایران»، برای بخش کورال و همسرایی بهره گرفته بود و «فرهاد» که این‌بار آن را با حس و حالی متفاوت از اجرای اول می‌خواند. این اجرای تازه با نام «جمعه برای جمعه»، در همدلی با واقعهٔ جمعهٔ سیاه ۱۷ شهریور منتشر شد و بعد از واقعهٔ «سیاهکل» پیوندی همیشه با آن رویداد تاریخی نیز دارد.

## بعد از انقلاب
منفردزاده بعد از انقلاب ترانه‌هایی برای ابی و داریوش آهنگسازی کرد. موسیقی فیلم تابوی ایرانی را نوشت و هم‌اکنون ساکن کشور سوئد است.

## آهنگسازی
| خواننده                                | نام ترانه                      | ترانه‌سرا        | آهنگساز            | تنظیم                 |
| -------------------------------------- | ------------------------------ | --------------- | ------------------ | --------------------- |
| ابی                                    | طلوع کن                        | ایرج جنتی عطایی | اسفندیار منفردزاده | شهرام آذر             |
| ابی                                    | پریا                           | احمد شاملو      | اسفندیار منفردزاده | وحید آتش‌بار           |
| ابی                                    | زنجیر و ورجین                  | احمد شاملو      | اسفندیار منفردزاده | اسفندیار منفردزاده    |
| ابی                                    | هلا                            | مینا اسدی       | اسفندیار منفردزاده | شهرام آذر             |
| ابی                                    | بشکن                           | حسین سماکار     | اسفندیار منفردزاده | شهرام آذر             |
| عارف                                   | بزن آتش                        | شهریار دادور    | اسفندیار منفردزاده | اسفندیار منفردزاده    |
| داریوش                                 | فصلی دوباره                    | امیرفرخ تجلی    | اسفندیار منفردزاده | اسفندیار منفردزاده    |
| داریوش                                 | بهار                           | فریدون مشیری    | اسفندیار منفردزاده | اسفندیار منفردزاده    |
| داریوش                                 | تابوی ایرانی (آی آدم‌ها)        | فریدون مشیری    | اسفندیار منفردزاده | اسفندیار منفردزاده    |
| ستار                                   | ما را مطلب                     | فرهاد شیبانی    | اسفندیار منفردزاده | اسفندیار منفردزاده    |
| رامش و فریدون فروغی (در فیلم زن باکره) | نماز                           | شهیار قنبری     | اسفندیار منفردزاده | اسفندیار منفردزاده    |
| رامش                                   | قصه لب‌های یخ بسته              | شهیار قنبری     | اسفندیار منفردزاده | اسفندیار منفردزاده    |
| رامش                                   | تو بارونی، تو آفتابی           | مینا اسدی       | اسفندیار منفردزاده | اسفندیار منفردزاده    |
| سوسن                                   | کلاه مخملی (در فیلم قیصر)      | تورج نگهبان     | اسفندیار منفردزاده | اسفندیار منفردزاده    |
| سوسن                                   | شب‌های تهران                    | فرهاد شیبانی    | اسفندیار منفردزاده | اسفندیار منفردزاده    |
| فرهاد (در فیلم خداحافظ رفیق) و گوگوش   | جمعه                           | شهیار قنبری     | اسفندیار منفردزاده | اسفندیار منفردزاده    |
| فرهاد                                  | مرد تنها                       | شهیار قنبری     | اسفندیار منفردزاده | اسفندیار منفردزاده    |
| فرهاد                                  | شبانه ۱                        | احمد شاملو      | اسفندیار منفردزاده | اسفندیار منفردزاده    |
| فرهاد                                  | شبانه ۲                        | احمد شاملو      | اسفندیار منفردزاده | اسفندیار منفردزاده    |
| فرهاد و پری زنگنه (در فیلم گوزنها)     | گنجشکک اشی‌مشی                  | متل قدیمی       | اسفندیار منفردزاده | اسفندیار منفردزاده    |
| فرهاد                                  | کودکانه                        | شهیار قنبری     | اسفندیار منفردزاده | اسفندیار منفردزاده    |
| فرهاد                                  | نجوا                           | شهیار قنبری     | اسفندیار منفردزاده | فرهاد                 |
| فرهاد                                  | وحدت (محمد)                    | سیاوش کسرایی    | اسفندیار منفردزاده | اسفندیار منفردزاده    |
| فرهاد                                  | سقف                            | ایرج جنتی عطایی | اسفندیار منفردزاده | اسفندیار منفردزاده    |
| فریدون فروغی                           | تنگنا                          | فرهاد شیبانی    | اسفندیار منفردزاده | اسفندیار منفردزاده    |
| گوگوش                                  | دیگه اشکم واسه من ناز میکنه    | شهیار قنبری     | اسفندیار منفردزاده | اسفندیار منفردزاده    |
| گوگوش                                  | بین ما هرچی بوده تموم شده      | شهیار قنبری     | اسفندیار منفردزاده | اسفندیار منفردزاده    |
| گیتی پاشایی                            | گریه                           | فرهاد شیبانی    | اسفندیار منفردزاده | اسفندیار منفردزاده    |
| گیتی پاشایی                            | سال‌های مشروطه (لی‌لی لی‌لی حوضک) | عارف قزوینی     | اسفندیار منفردزاده | اسفندیار منفردزاده    |
| گلشیفته فراهانی                        | آزادی                          | پویان مقدسی     | اسفندیار منفردزاده | اسفندیار منفردزاده    |
| مرجان                                  | چشم به راه                     | امیل            | اسفندیار منفردزاده | کمپ لیبرتی            |
| فریدون فروغی و افشین                   | ماهی خسته من                   | شهیار قنبری     | اسفندیار منفردزاده | واروژان و پوریا احمدی |
| امیر بقراطی                            | نازلی                          | احمد شاملو      | اسفندیار منفردزاده | اسفندیار منفردزاده    |

## موسیقی فیلم
| ردیف | سال ساخت | نام فیلم              | کارگردان      |
| ---- | -------- | --------------------- | ------------- |
| ۱    | ۱۳۸۹     | تابوی ایرانی          | رضا علامه‌زاده |
| ۲    | ۱۳۵۶     | ماهی‌ها در خاک می‌میرند | فرزان دلجو    |
| ۳    | ۱۳۵۴     | گوزنها                | مسعود کیمیایی |
| ۴    | ۱۳۵۲     | تنگنا                 | امیر نادری    |
| ۵    | ۱۳۵۲     | خاک                   | مسعود کیمیایی |
| ۶    | ۱۳۵۲     | نفرین                 | ناصر تقوایی   |
| ۷    | ۱۳۵۱     | بلوچ                  | مسعود کیمیایی |
| ۸    | ۱۳۵۱     | تپلی                  | رضا میرلوحی   |
| ۹    | ۱۳۵۱     | خواستگار              | علی حاتمی     |
| ۱۰   | ۱۳۵۰     | داش آکل               | مسعود کیمیایی |
| ۱۱   | ۱۳۵۰     | خداحافظ رفیق          | امیر نادری    |
| ۱۲   | ۱۳۴۹     | عمو سیبیلو            | بهرام بیضایی  |
| ۱۳   | ۱۳۴۹     | طوقی                  | علی حاتمی     |
| ۱۴   | ۱۳۴۹     | رضا موتوری            | مسعود کیمیایی |
| ۱۵   | ۱۳۴۹     | حسن کچل               | علی حاتمی     |
| ۱۶   | ۱۳۴۹     | رقاصهٔ شهر             | شاپور قریب    |
| ۱۷   | ۱۳۴۸     | قیصر                  | مسعود کیمیایی |
| ۱۸   | ۱۳۴۷     | بیگانه بیا            | مسعود کیمیایی |